# Caroline Leander
Caroline Ulrika Joelle Leander, född 29 mars 1965 i Lund, är en svensk sångare, musiker och låtskrivare/tonsättare bosatt i Malmö.

## Biografi
Caroline Leander växte upp i en musikalisk familj och började spela flera instrument redan som barn. Hon är dotter till Lars Leander och har en fransk mor. Hon är syster till skådespelaren och musikern Harald Leander.
Efter musikgymnasium på S:t Petri Läroverk i Malmö studerade hon på Skurups folkhögskola 1985–87 och senare på Musikhögskolan i Malmö under 1990-talet. På 1980-talet levde hon tidvis i Italien och Grekland och turnerade med några olika jazzmusikensembler såsom Italian Vocal Ensemble med jazzsångerskan Roberta Gambarini och spelade på flera festivaler. Med sin bas inom jazz och improviserad musik har hon spelat i ett flertal sammanhang och ensembler i Sverige och andra europeiska länder, däribland Mario Salazar Band, Hanna Åberg trio, electronicagruppen YMC. 
Hon har skrivit ett antal egna kompositioner och gett ut flera egna album tillsammans med sitt jazzband (främst på db Productions/Naxos), samt som del i den svensk-franska duon Prunes med sångerskan och gitarristen Ann Marie Teinturier och i samarbete med danska saxofonisten Mette Ott respektive performanceartisten Felicia Konrad. Hon har dessutom ofta samarbetat med teater-, dans- och filmproduktioner vid bland annat Skånes Dansteater, Teaterhögskolan i Malmö, Studioteatern, Helsingborgs stadsteater, Skillinge Teater, Dansens hus, Köpenhamn och i filmer av Othman Karim. Hon har framträtt på ett flertal scener och festivaler, till exempel Stockholm Jazz Festival, Visfestivalen i Västervik, Malmöfestivalen och internationellt. Franska radion sände en livekonsert och reportage med Prunes 2008.

## Priser och utmärkelser
- 2013 – Johnny Bode-stipendiet

## Diskografi
- 1992 – Lucky Dreams
- 1995 – Wait for Your Soul
- 1996 – Read My Lips
- 2002 – Compote
- 2003 – Ensemble Miro
- 2004 – Liqeur (Prunes)
- 2007 – Grande Rue (Prunes)
- 2010 – Under My Heart
- 2011 – Cosmic Wash Over (med Felicia Konrad m.fl.)
- 2012 – Melting Into Happiness

Leander medverkar även på andra artisters skivor, däribland Maria Lindström, Hanna Åberg och Harald Leander.